# Louis-Marie Grignion de Montfort
Pour les articles homonymes, voir Grignion et Montfort.
Louis-Marie Grignion de Montfort est un prêtre catholique français, né le 31 janvier 1673 à Montfort-la-Cane en province de Bretagne (aujourd'hui Montfort-sur-Meu en Ille-et-Vilaine) et qui est mort le 28 avril 1716 à Saint-Laurent-sur-Sèvre en province du Poitou) (de nos jours dans le département de la Vendée)
Il est le fondateur de deux congrégations religieuses : la Compagnie de Marie (les Pères montfortains) d'où seront issus les Frères de Saint-Gabriel et une congrégation féminine : les Filles de la sagesse. Il est aussi le représentant majeur de la seconde génération de l'école française de spiritualité. Béatifié par Léon XIII, en 1888, il est canonisé par Pie XII, en 1947. Liturgiquement, il est commémoré le 28 avril.

## Biographie

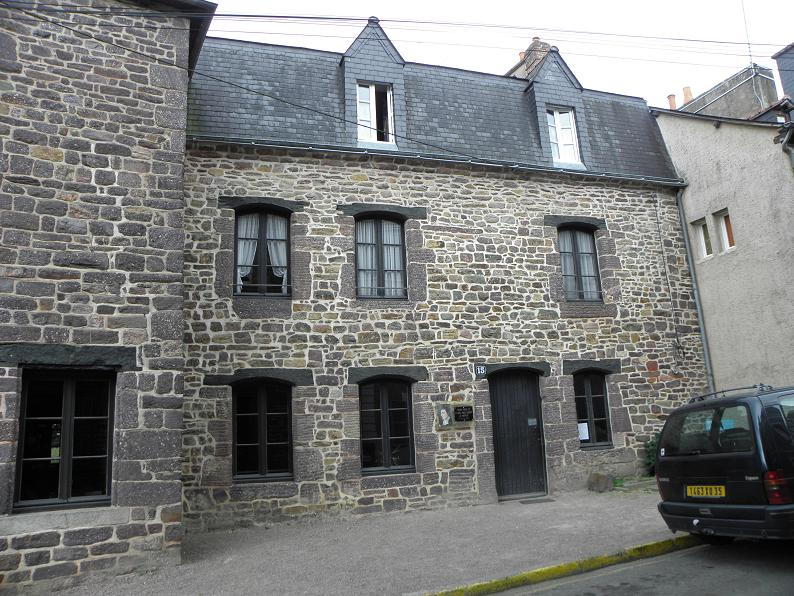
Maison natale de Louis-Marie à Montfort-sur-Meu.

Deuxième d'une famille de dix-huit enfants, Louis Grignion (de la Bacheleraie) naît en Bretagne, en 1673, à Montfort-la-Cane (aujourd'hui Montfort-sur-Meu en Ille-et-Vilaine qui n'existait pas en 1673). Peu de temps auparavant ses parents ont perdu leur premier fils, mort à cinq mois. Il devient donc l'aîné des seize autres, soit six frères et dix sœurs, mais six d’entre eux mourront en bas âge et deux autres n'atteindront pas leur majorité. Son père, Jean-Baptiste, avocat au bailliage de Montfort, devient également notaire quand il part avec sa famille habiter dans une maison familiale à Iffendic. Comme son père et son grand-père, il est membre de la confrérie la Frairie blanche qui célèbre la naissance de la Vierge Marie. De son côté, sa mère lui voue un culte important depuis son enfance et s’efforce d’instruire ses enfants à la dévotion mariale.
Ainsi, né dans un foyer chrétien, dès le lendemain de sa naissance ses parents le portent à l'église Saint-Jean pour le faire baptiser. Rapidement, on le met en nourrice chez une fermière des environs. Il gardera de la vie campagnarde l'amour de la nature et le goût de la solitude qui l’aideront au recueillement. Lorsqu'il a six ans, ses parents décident qu'il sera prêtre, comme ses trois oncles maternels. C'est son père, qu’il craint en partie, qui lui donne les premiers éléments d'instruction générale, tandis que sa mère, qu’il aime à consoler, s’occupe de son éducation religieuse, notamment en priant le chapelet pour se préserver des embûches de la vie. Puis il devient élève des jésuites à Rennes à partir de douze ans, avant d'aller se préparer au sacerdoce à Paris. Déjà très attaché à la Mère de Jésus, il rajoute Marie à son prénom d'origine lors de sa confirmation avant d'adjoindre à son nom son lieu de naissance quand il décide de quitter sa région en faisant vœu de pauvreté.
Il rejoint Paris à pied en 1693, où deux ans plus tard, il se forme au séminaire de Saint-Sulpice jusqu'en 1700, date à laquelle il est ordonné prêtre. Il va désormais se consacrer à la prédication dans des missions rurales, qui s'organisent alors dans l'Ouest et le Centre de la France. Il vit son premier ministère à Nantes au sein de la communauté Saint-Clément jusqu'en octobre 1701, puis part à Poitiers comme aumônier de l'hôpital général, vite apprécié par les pauvres et les plus fragiles. Montfort a beaucoup aimé soulager et fréquenter les plus modestes, mais il a su également entretenir des amitiés spirituelles avec des gens plus aisés comme le marquis de Magnanne et les époux de la Garaye qui vont œuvrer charitablement en offrant leur château pour le soin des malades.

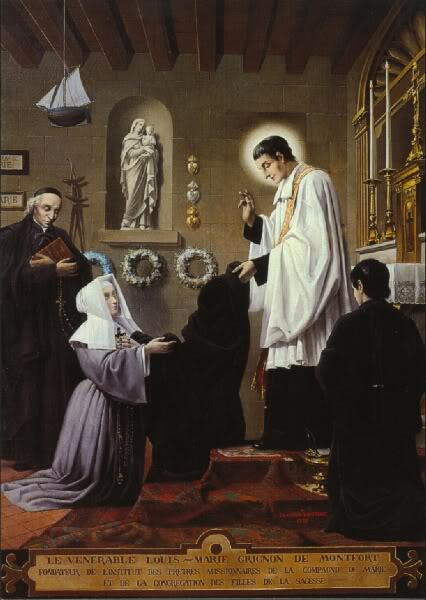
Avec Marie-Louise Trichet à la fondation des Filles de la Sagesse.

À l’hôpital de Poitiers, qu’il tente d’améliorer charitablement, il regroupe des jeunes filles, la plupart pauvres et handicapées, désireuses d’aider les nécessiteux pour consolider leurs bonnes dispositions par les pratiques dévotionnelles. Afin de les conduire et d’aider la supérieure aveugle, qu’il choisit comme responsable, il fait appel à deux femmes : Marie-Louise Trichet et Catherine Brunet, qu’il va encourager assez vite à devenir religieuses. La première d’entre elles y répond favorablement et c’est ainsi que Louis-Marie instaure en 1703 une congrégation féminine hospitalière sous l’invocation de la Sagesse du Verbe incarné, qui sera officiellement approuvée en 1715 et qui étendra son activité à l'enseignement. À partir de cette date, Marie-Louise Trichet prendra la tête de la congrégation des Filles de la Sagesse à La Rochelle où Catherine Brunet viendra l’assister. C'est dans cette ville, qu'il rédige son ouvrage le plus connu et le plus important : le Traité de la Vraie dévotion à la Sainte Vierge.
Confronté à des jalousies et des impasses administratives, mais toujours porté par son zèle et sa ténacité, il quitte l’hôpital de Poitiers pour s’appliquer à quelques missions locales, qui vont lui convenir tellement, qu’il décide de partir à Rome demander au pape la possibilité de devenir missionnaire. Après un passage à la Sainte Maison de Lorette, le 6 juin 1706, il est reçu en audience par Clément XI espérant être envoyé à l’étranger, mais le pape lui demande de rester dans sa région avec le titre de missionnaire apostolique afin, entre autres, de combattre le jansénisme et le protestantisme.

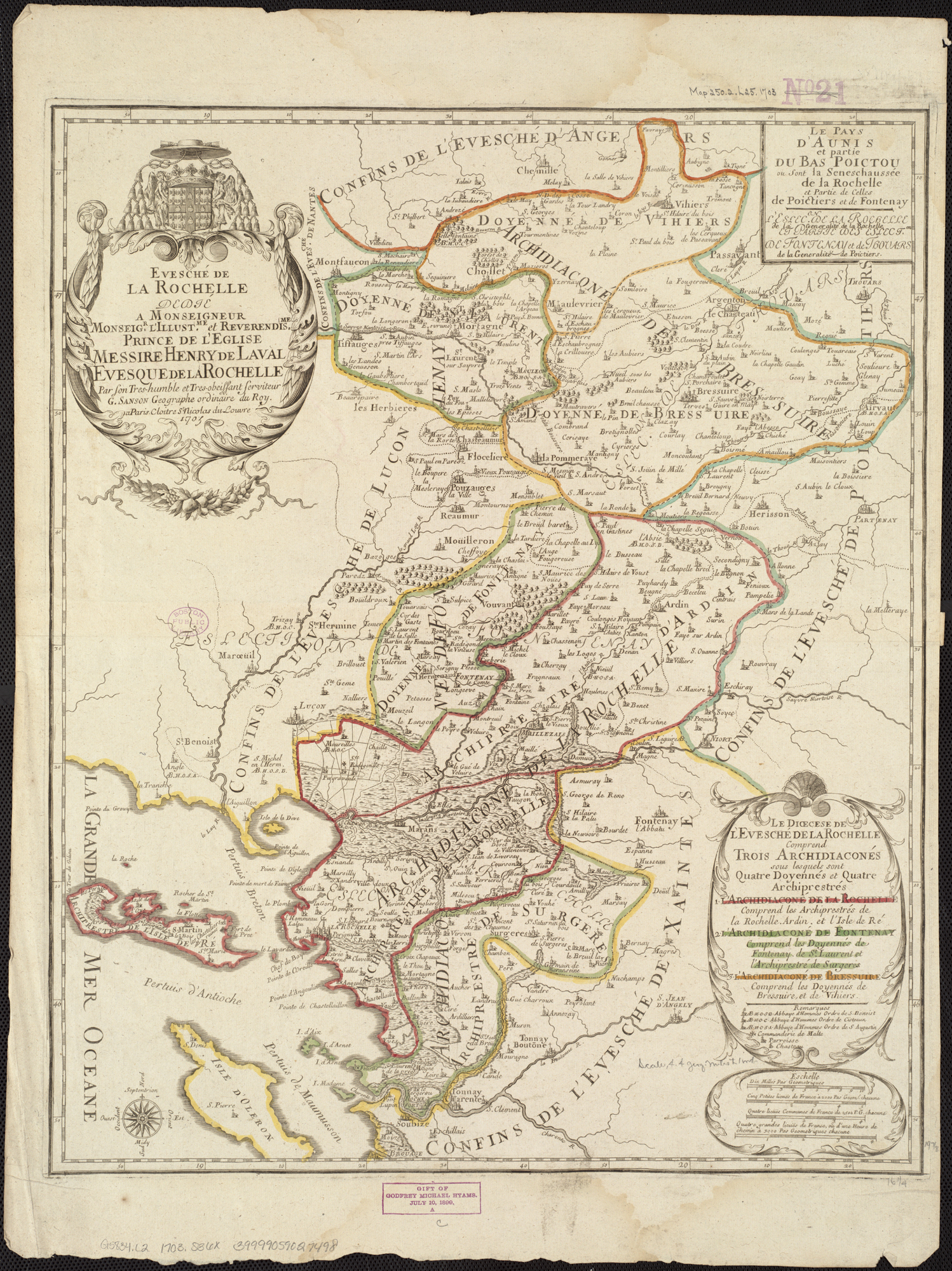
Carte du diocèse de La Rochelle en 1703.

Il rentre en France, et se rend d’abord à Notre-Dame des Ardilliers à Saumur, où il a pris l’habitude d’aller prier les bonnes grâces de la Vierge Marie, pas très loin de l’abbaye de Fontevraud, où l’une de ses sœurs, Sylvie, a pris le voile. Qui plus est, c'est dans cette chapelle que la sœur aînée de Marie-Louise Trichet, Jeanne, a été délivrée d'une paralysie en 1697. Grignion de Monfort poursuit en se rendant au mont Saint-Michel afin de solliciter les forces de l'archange Michel. Il est accompagné de Mathurin, un homme qu’il a rencontré en 1705 dans une église de Poitiers et qui va le suivre lors de ses périples.
Commence alors l’apostolat des missions que Louis-Marie va accomplir jusqu'à sa mort porté par ses dispositions à prêcher et à instruire les bonnes œuvres. Deux choses vont l’aider dans son entreprise, la composition de cantiques qu’il prend plaisir à distribuer et à faire chanter, et son application à faire connaître le rosaire pour le diffuser largement. En dix ans, Louis-Marie Grignion de Monfort accomplit 72 missions majeures ou environ 200 si l’on compte tous ses déplacements, et cela dans une dizaine de diocèses, de Saint-Brieuc à La Rochelle et de Nantes à Rouen.

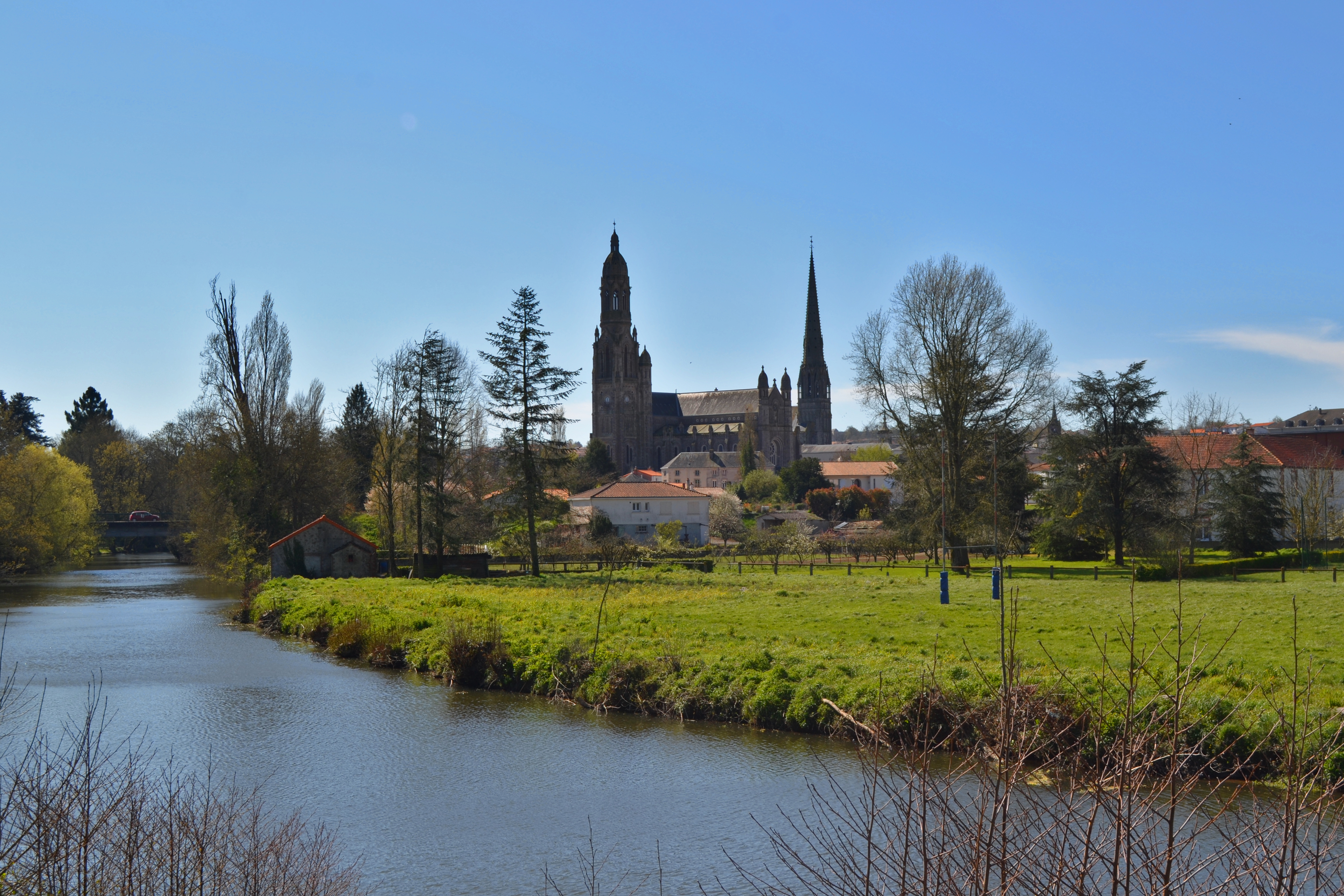
Saint-Laurent-sur-Sèvre avec la basilique Saint-Louis-Marie Grignion-de-Montfort.

L’origine de ses deux ordres masculins remontent à son ordination sacerdotale à Paris en 1700. À ce moment-là, il a déjà le désir de réunir au sein d'une compagnie mariale des prêtres et des catéchistes dûment formés, engagés et fervents en faveur des plus modestes et des plus reculés. Son condisciple et ami de jeunesse, Claude Poullart des Places, le soutient dans son projet et deux prêtres lui répondent favorablement : le pères René Mulot et Adrien Vatel qui resteront ses collaborateurs jusqu'à sa mort.
La Compagnie de Marie voit le jour en 1705, mais les frères se scindent en deux directions : la congrégation religieuse de missionnaires ruraux connue aussi comme celle des « Pères montfortains », et la congrégation des Frères du Saint-Esprit qui va devenir les Frères de Saint-Gabriel au XIXe siècle, et qui se donne pour mission d'offrir une éducation chrétienne aux enfants et aux jeunes. Un épisode fameux fut lorsqu'il enjoignit à Frère Mathurin de sonner haut sa clochette et de donner hardiment de la voix, lançant ainsi la mission
Lors d'une mission paroissiale, il meurt d'une pleurésie à 43 ans, épuisé par la fatigue et les pénitences à Saint-Laurent-sur-Sèvre. Son dernier sermon a pour thème la douceur de Jésus et ses derniers mots sont les suivants : « Allons, mes bons amis, allons en paradis. Quoi qu'on gagne en ces lieux, le paradis vaut mieux »
Son corps repose dans la Basilique de Saint-Laurent-sur-Sèvre.

## Reconnaissance et canonisation

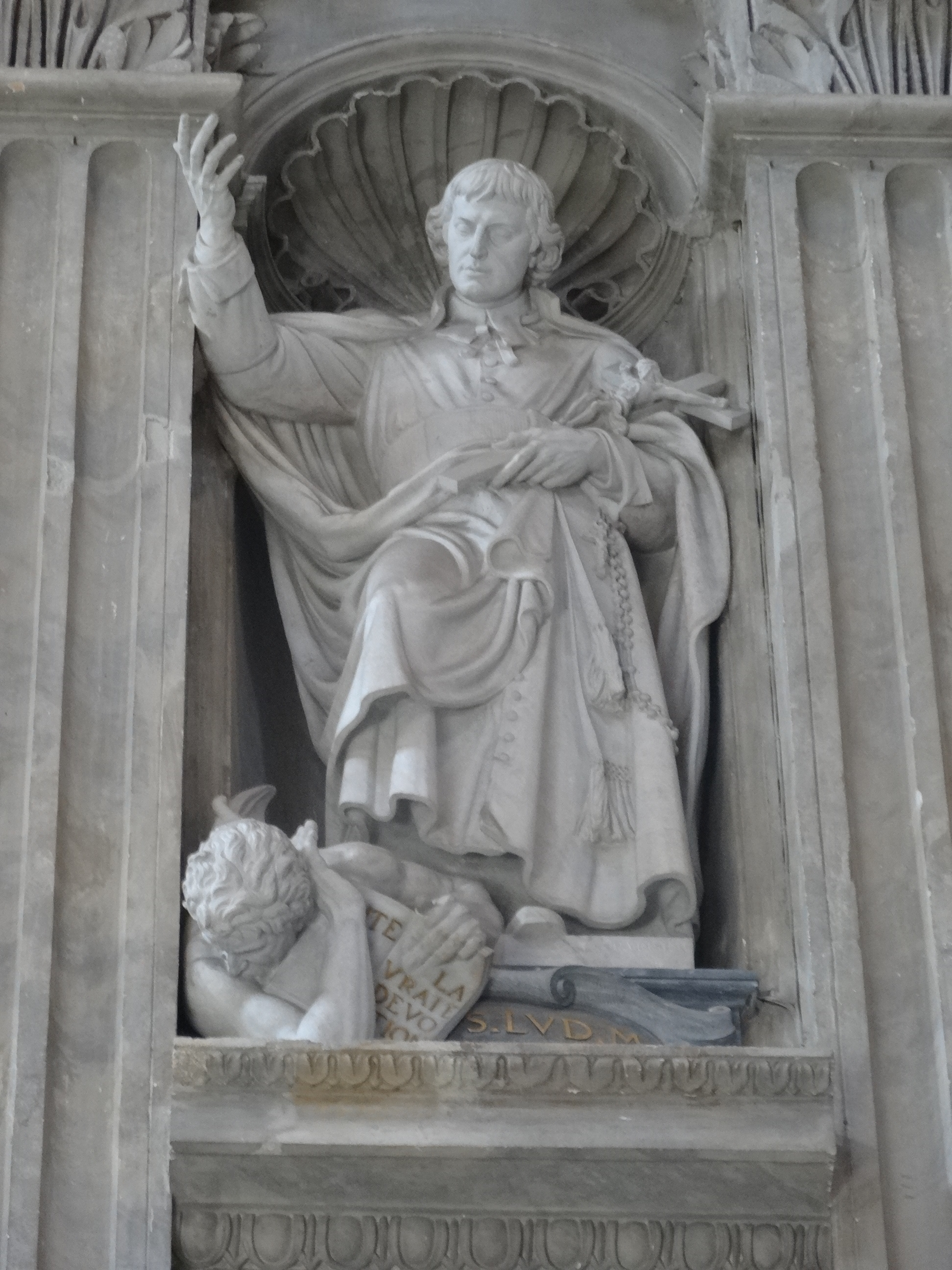
Statue de la basilique Saint-Pierre du Vatican. Le saint empêche le démon de détruire son livre le Traité de la vraie dévotion.

- Louis-Marie Grignion est béatifié le 22 janvier 1888 par Léon XIII et est canonisé le 20 juillet 1947 par Pie XII[11]. Sa fête est fixée au 28 avril d’après le Martyrologe romain[12].

### Docteur de l'Église
Le titre de Docteur de l'Église est d'abord envisagé par le cardinal Mercier dans les années 1920. Une pétition en ce sens recueille plus de 300 signatures d'évêques. À cette époque, Grignion est pressenti pour être docteur de la médiation universelle de la Vierge Marie[réf. nécessaire].
Dans les années 1980, la demande est faite au pape Jean-Paul II mais les critères pour être docteurs de l'Église étaient alors en discussion et les demandes gelées. L'évêque de Luçon François Garnier demande officiellement en 2000 le titre. 
Après le concile Vatican II, certains chrétiens consacrés ou non[Qui ?] réclament toujours le titre de Docteur de l'Église pour Montfort. Un frein est la place donnée à Marie dans la dévotion catholique qui est un obstacle à l'œcuménisme avec les protestants. C'est pourquoi, la cause de doctorat est compromise en raison d'une décision de la Congrégation pour les causes des saints de 2001 approuvée, à l'époque, par la Congrégation pour la doctrine de la foi dirigée par le cardinal Ratzinger, et par le pape Jean-Paul II[réf. nécessaire]. 
La lettre du pape Jean-Paul II aux religieux et aux religieuses des familles montfortaines du 8 décembre 2003 montre que sa doctrine mariologique est en accord avec le concile Vatican II.
Les prêtres François-Marie Léthel et Olivier Maire ont travaillé sur la cause du doctorat de l'Église. Celle-ci est proche de celle de saint Jean Eudes.

## Écrits
Les principales œuvres de Montfort sont : 
- l'Amour de la Sagesse éternelle ;
- le Traité de la vraie dévotion à la Sainte Vierge ;
- le Secret de Marie ;
- la Lettre circulaire aux Amis de la Croix ;
- le Secret admirable du très saint Rosaire pour se convertir et se sauver ;
- la Prière embrasée, pour demander à Dieu des missionnaires pour la Compagnie de Marie ;
- les Cantiques.

Les œuvres complètes du saint sont publiées en 1966 par les éditions du Seuil.
L'Amour de la Sagesse Éternelle est une œuvre de jeunesse dont l'authenticité a été remise en question, sans fondement scientifique, par le père Bernard Guitteny, montfortain. D’après lui, cet écrit serait dû à Charles Besnard, supérieur des Montfortains et des Filles de la Sagesse au milieu du XVIIIe siècle. Cette thèse va à l’encontre de toute la tradition montfortaine et elle a été démentie rigoureusement par ses confrères Montfortains, les pères Dorio-Marie Huot et Louis Pérouas, chercheur au CNRS.
Les cantiques populaires sont publiés par le père Fradet au début des années 1930. La première édition comporte une longue introduction d'une centaine de pages très intéressante. Dans les œuvres complètes, on ne trouve que les manuscrits des cantiques. Fradet, après une critique sévère, a inséré dans son ouvrage des cantiques transmis par la tradition.

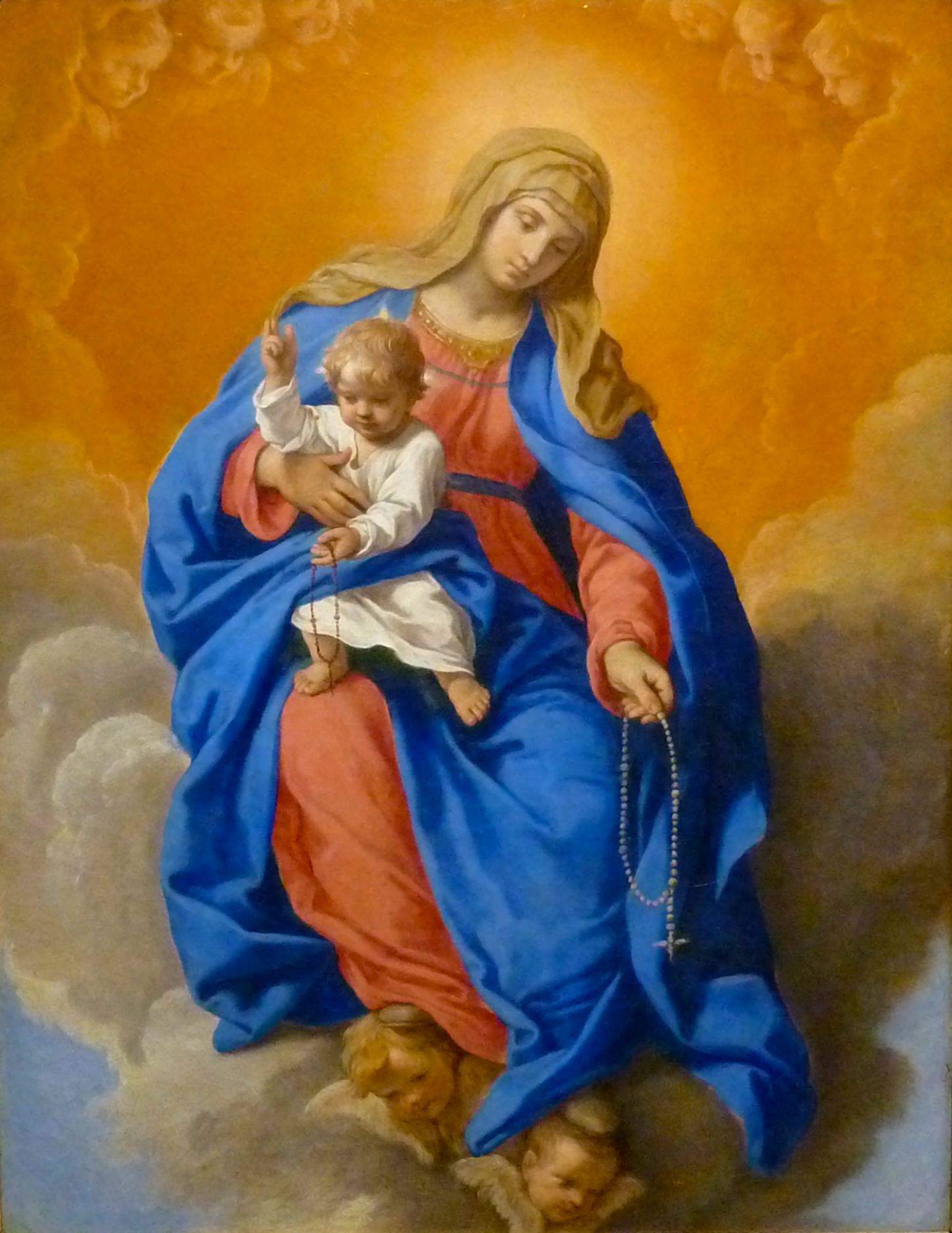
Notre-Dame du Rosaire de Simone Cantarini. Dévotion de Grignion de Montfort à la Vierge Marie, notamment par la pratique du rosaire.

Le Traité de la vraie dévotion a probablement été écrit en 1712 à La Rochelle. Il a été égaré à la suite de la Révolution et retrouvé en 1842. Le Secret de Marie résume dans une lettre à une religieuse la doctrine du traité. C'est donc un écrit plus bref.
Le Traité de la vraie dévotion à la Sainte Vierge est l'ouvrage le plus important de Montfort. Selon toute la tradition (saint Augustin, saint Bernard, saint Bonaventure, saint Jean Damascène) que résume Montfort, le salut passe par "elle" : « Elle est toute la raison de l'espérance des vrais enfants de Dieu ». C'est pourquoi, selon Louis-Marie Grignion, « le chrétien a tout intérêt à s'abandonner complètement à l'amour de la Mère de Dieu, qui intercède sans cesse auprès de Jésus et du Père pour les hommes, et puisqu'elle est immaculée, sans péché, Dieu ne peut qu'accepter les demandes qui viennent de Marie ».
L'Acte de consécration à Marie, de Louis-Marie Grignion de Montfort, est une prière souvent prononcée par ceux qui souhaitent s'en remettre à la Vierge Marie afin de mieux se relier à Jésus.
Montfort a souhaité regrouper les esclaves de Marie dans une confrérie qui n'a vu le jour qu'en 1899 à Ottawa dans la paroisse Notre-Dame de Lourdes. Cette confrérie existe toujours sous le titre de Confrérie Marie Reine des Cœurs.

## Jean-Paul II et la spiritualité de Louis-Marie Grignion de Montfort
Lors d'une audience, le 13 octobre 2000, Jean-Paul II raconte comment son directeur spirituel lui a conseillé de méditer sur le Traité de la Vraie Dévotion à Marie, alors qu'il est séminariste clandestin et qu'il travaille à l'usine Solvay de Cracovie : « J'ai lu et relu plusieurs fois, avec un grand intérêt spirituel, ce précieux petit livre ascétique, dont la couverture bleue s'était tachée de soude. ».
D’après sa lettre apostolique, Rosarium Virginis Mariae, Totus Tuus, sa devise épiscopale et papale, lui a été inspirée par Louis-Marie Grignion de Montfort. Elle est extraite d’un passage d’une prière présente dans le Traité de la Vraie Dévotion à Marie : « Totus Tuus ego sum et omnia mea tua sunt. Accipio Te in mea omnia ! (Je suis tout à toi, et tout ce que j'ai est à toi. Sois mon guide en tout !) ».
Dans son livre Entrez dans l’Espérance (1994), le pape explique le choix de cette devise : « Grâce à saint Louis-Marie Grignion de Montfort, j’ai compris que l’authentique dévotion à la Mère de Dieu est véritablement christocentrique, profondément enracinée dans le mystère trinitaire, et dans ceux de l’incarnation et de la rédemption ».
Le 19 septembre 1996, Jean-Paul II se rend à Saint-Laurent-sur-Sèvre, pour se recueillir sur la tombe de Louis-Marie Grignion de Montfort.

## Hommages

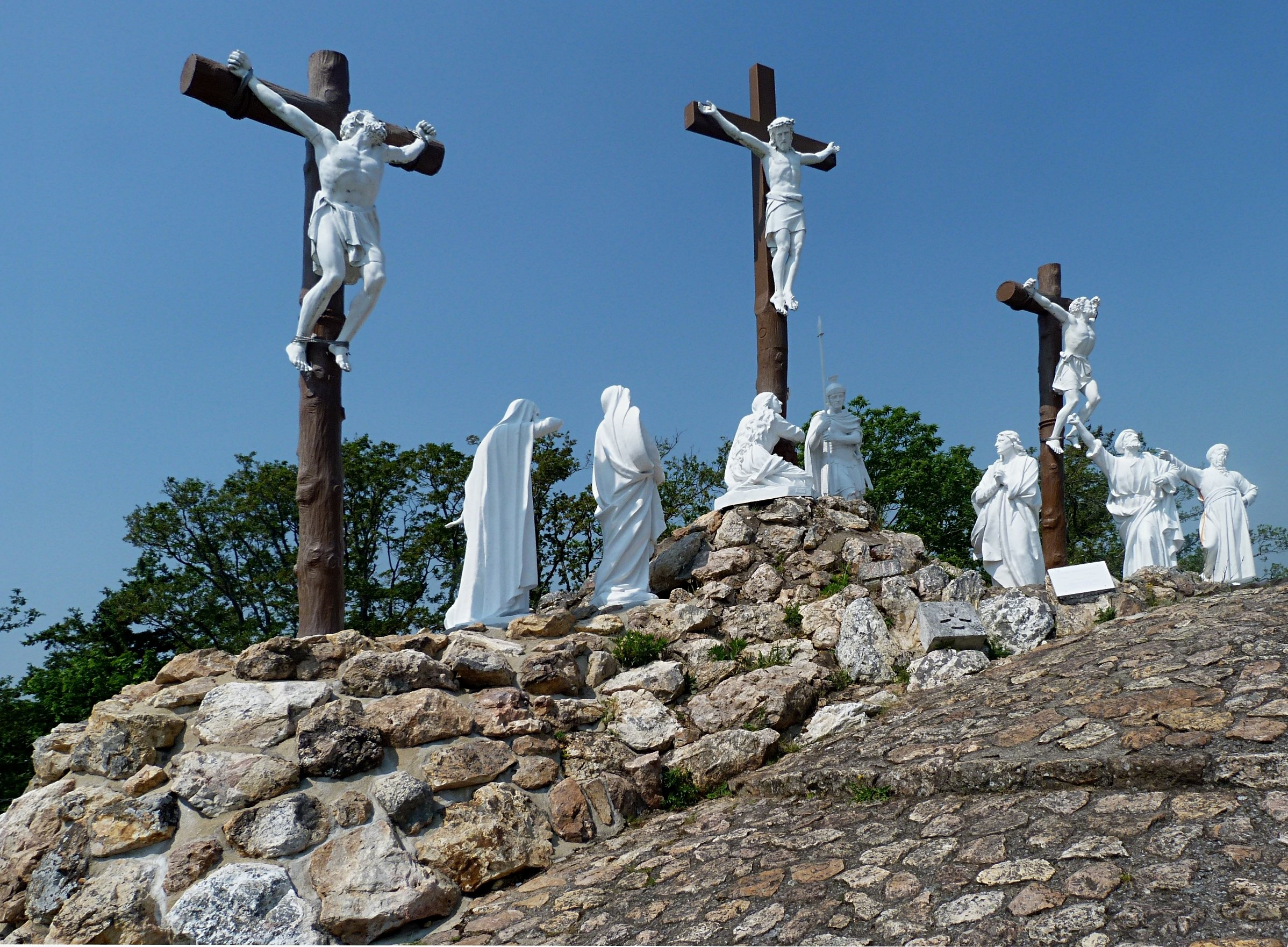
Le Calvaire de Pontchâteau.

Différents lieux ou monuments perpétuent le souvenir de Louis-Marie Grignion de Montfort :
- l'église Saint-Louis-Marie-Grignion-de-Montfort à Montfort-sur-Meu ;
- un musée retrace sa vie, à Saint-Laurent-sur-Sèvre ;
- un collège catholique, à Montfort-sur-Meu, porte son nom ;
- le célèbre hôpital Montfort d'Ottawa, capitale du Canada, porte son nom ;
- l'église Saint-Louis-de-Montfort, érigée à Saint-Herblain au XXe siècle et faisant partie de la paroisse Saint-Luc-Saint-Louis-de-Montfort ;
- plusieurs écoles élémentaires catholiques portent son nom, à La Chèze (22210), à La Chevrolière (44118), à Thouaré-sur-Loire (44470) et à Ottawa ;
- une église (San Luigi Grignion de Montfort), à Rome, porte son nom, ainsi que le titre cardinalice rattaché à cette église ;
- plusieurs rues portent son nom, à Montfort-sur-Meu, à Fouras (17450), à Cholet (49300) ;
- une chapelle et un monument, au Calvaire de Pontchâteau (qu'il a fait remonter), lui sont dédiés ;
- la Chapelle du Père de Montfort de l'Île d'Yeu. Située à Ker Châlon, elle fut édifiée en 1835, puis agrandie en 1889 sur le site d’un calvaire érigé à Ker Châlon en 1712 par le Saint Père de Montfort ;
- la congrégation des frères de Saint Gabriel poursuit l'œuvre éducatrice montfortaine avec près de 100 établissements dans le monde[27].

### Émission de web TV
- Saint Louis-Marie Grignion de Montfort, la voix qui montait jusqu'au ciel - Religion & Spiritualité (Youtube)
- Hors les Murs du 13/05/2016 - Saint Louis-Marie Grignion de Montfort - KTO TV